# Juegos Deportivos Paranacionales de Colombia 2012
Los III Juegos Deportivos Paranacionales de Colombia se realizaron en las ciudades de Cúcuta en el departamento de Norte de Santander, y en Cali en el Valle del Cauca, evento que se realizó en el 2012. Anteriormente se iban a llamar los III Juegos Paralímpicos Nacionales; según Resolución 000364 de abril de 2012, pasaron a llamarse III Juegos Paranacionales.

## Participantes
Un total de 27 departamentos, el distrito capital y la representación de las Fuerzas Militares participaron en esta edición de los Juegos Deportivos Paranacionales.
| Lista de delegaciones participantes (Cantidad de atletas)                                                 | Lista de delegaciones participantes (Cantidad de atletas)                                                     | Lista de delegaciones participantes (Cantidad de atletas)                                                     |
| --- | --- | --- |
| - Antioquia - Arauca - Atlántico - Bogotá, D. C. - Bolívar - Boyacá - Caldas - Caquetá - Casanare - Cauca | - Cesar - Chocó - Córdoba - Cundinamarca - Fuerzas Armadas - Guaviare - Huila - La Guajira - Magdalena - Meta | - Nariño - Norte de Santander - Putumayo - Quindío - Risaralda - Santander - Sucre - Tolima - Valle del Cauca |

## Medallero
| Núm. | País            | Oro | Plata | Bronce | Total |
| ---- | --------------- | --- | ----- | ------ | ----- |
| 1    | Bogotá, D. C.   | 150 | 91    | 65     | 305   |
| 2    | Valle del Cauca | 62  | 67    | 54     | 183   |
| 3    | Santander       | 37  | 29    | 31     | 97    |
| 4    | Cundinamarca    | 28  | 30    | 31     | 89    |
| 5    | Boyacá          | 26  | 30    | 25     | 81    |
| 6    | Antioquia       | 24  | 32    | 34     | 90    |
| 7    | Atlántico       | 18  | 17    | 19     | 54    |
| 8    | Meta            | 13  | 18    | 14     | 45    |
| 9    | Fuerzas Armadas | 9   | 10    | 11     | 30    |

     Departamentos sede (Norte de Santander y Valle del Cauca)